# 2. ŽNL Osječko-baranjska NS Našice 2012./13.
Ligu je osvojila NK Motičina Donja Motičina, i u kvalifikacijama za 1. ŽNL Osječko-baranjsku izborila plasman u viši rang. Iz lige je u 3. ŽNL Osječko-baranjsku ispao NK Zagorac Beljevina.

## Tablica
| Mj. | Klub                            | Sus. | Pobj. | Nerij. | Por. | GR.   | Bod. |
| --- | ------------------------------- | ---- | ----- | ------ | ---- | ----- | ---- |
| 1.  | NK Motičina Donja Motičina      | 26   | 18    | 6      | 2    | 58:20 | 60   |
| 2.  | NK Đurđenovac                   | 26   | 18    | 3      | 5    | 74:30 | 57   |
| 3.  | NK Željezničar Markovac Našički | 26   | 18    | 2      | 6    | 70:31 | 56   |
| 4.  | NK Iskrica Šaptinovci           | 26   | 15    | 4      | 7    | 63:34 | 49   |
| 5.  | NK Omladinac Vukojevci          | 26   | 15    | 3      | 8    | 64:32 | 48   |
| 6.  | NK Mladost Stipanovci           | 26   | 12    | 7      | 7    | 50:34 | 43   |
| 7.  | NK Šipovac Našice               | 26   | 11    | 4      | 11   | 29:42 | 37   |
| 8.  | NK Lila                         | 26   | 9     | 6      | 11   | 41:43 | 33   |
| 9.  | NK Zoljan                       | 26   | 8     | 8      | 10   | 48:49 | 32   |
| 10. | NK Martin                       | 26   | 8     | 4      | 14   | 40:57 | 28   |
| 11. | NK Poganovci                    | 26   | 6     | 5      | 15   | 34:58 | 23   |
| 12. | NK Sloga Podgorač               | 26   | 6     | 3      | 17   | 31:64 | 21   |
| 13. | NK Mladost Breznica Našička     | 26   | 5     | 1      | 20   | 29:92 | 16   |
| 14. | NK Zagorac Beljevina            | 26   | 4     | 2      | 20   | 15:60 | 14   |

## Rezultati
| NK Mladost Stipanovci - NK Zagorac Beljevina 4:2 NK Iskrica Šaptinovci - NK Šipovac Našice 5:1 NK Omladinac Vukojevci - NK Sloga Podgorač 3:0 NK Mladost Breznica Našička - NK Željezničar Markovac Našički 1:3 NK Motičina Donja Motičina - NK Poganovci 2:0 NK Martin - NK Zoljan 2:2 NK Đurđenovac - NK Lila 4:1 | NK Đurđenovac - NK Martin 1:2 NK Zoljan - NK Motičina Donja Motičina 0:2 NK Poganovci - NK Mladost Breznica Našička 6:1 NK Željezničar Markovac Našički - NK Omladinac Vukojevci 4:3 NK Sloga Podgorač - NK Iskrica Šaptinovci 0:4 NK Šipovac Našice - NK Mladost Stipanovci 0:1 NK Lila - NK Zagorac Beljevina 0:1 | NK Motičina Donja Motičina - NK Đurđenovac 2:0 NK Mladost Breznica Našička - NK Zoljan 2:3 NK Omladinac Vukojevci - NK Poganovci 4:1 NK Iskrica Šaptinovci - NK Željezničar Markovac Našički 4:1 NK Mladost Stipanovci - NK Sloga Podgorač 3:1 NK Zagorac Beljevina - NK Šipovac Našice 0:2 NK Martin - NK Lila 3:1 |
| NK Đurđenovac - NK Mladost Breznica Našička 8:0 NK Martin - NK Motičina Donja Motičina 1:1 NK Zoljan - NK Omladinac Vukojevci 2:0 NK Poganovci - NK Iskrica Šaptinovci 1:4 NK Željezničar Markovac Našički - NK Mladost Stipanovci 2:1 NK Sloga Podgorač - NK Zagorac Beljevina 4:0 NK Lila - NK Šipovac Našice 3:1 | NK Omladinac Vukojevci - NK Đurđenovac 5:0 NK Mladost Breznica Našička - NK Martin 1:4 NK Iskrica Šaptinovci - NK Zoljan 2:0 NK Mladost Stipanovci - NK Poganovci 3:1 NK Zagorac Beljevina - NK Željezničar Markovac Našički 0:5 NK Šipovac Našice - NK Sloga Podgorač 2:1 NK Motičina Donja Motičina - NK Lila 1:0 | NK Đurđenovac - NK Iskrica Šaptinovci 2:0 NK Martin - NK Omladinac Vukojevci 2:0 NK Motičina Donja Motičina - NK Mladost Breznica Našička 4:0 NK Zoljan - NK Mladost Stipanovci 1:3 NK Poganovci - NK Zagorac Beljevina 1:0 NK Željezničar Markovac Našički - NK Šipovac Našice 4:0 NK Lila - NK Sloga Podgorač 3:1 |
| NK Mladost Stipanovci - NK Đurđenovac 0:2 NK Iskrica Šaptinovci - NK Martin 4:1 NK Omladinac Vukojevci - NK Motičina Donja Motičina 2:3 NK Zagorac Beljevina - NK Zoljan 2:2 NK Šipovac Našice - NK Poganovci 1:0 NK Sloga Podgorač - NK Željezničar Markovac Našički 2:1 NK Mladost Breznica Našička - NK Lila 0:4 | NK Đurđenovac - NK Zagorac Beljevina 2:0 NK Martin - NK Mladost Stipanovci 2:2 NK Motičina Donja Motičina - NK Iskrica Šaptinovci 3:0 NK Mladost Breznica Našička - NK Omladinac Vukojevci 1:5 NK Zoljan - NK Šipovac Našice 3:2 NK Poganovci - NK Sloga Podgorač 2:1 NK Lila - NK Željezničar Markovac Našički 1:0 | NK Šipovac Našice - NK Đurđenovac 0:1 NK Zagorac Beljevina - NK Martin 0:1 NK Mladost Stipanovci - NK Motičina Donja Motičina 0:0 NK Iskrica Šaptinovci - NK Mladost Breznica Našička 6:1 NK Sloga Podgorač - NK Zoljan 0:0 NK Željezničar Markovac Našički - NK Poganovci 4:0 NK Omladinac Vukojevci - NK Lila 5:0 |
| NK Đurđenovac - NK Sloga Podgorač 6:1 NK Martin - NK Šipovac Našice 1:2 NK Motičina Donja Motičina - NK Zagorac Beljevina 6:0 NK Mladost Breznica Našička - NK Mladost Stipanovci 1:1 NK Omladinac Vukojevci - NK Iskrica Šaptinovci 2:1 NK Zoljan - NK Željezničar Markovac Našički 2:3 NK Lila - NK Poganovci 3:3 | NK Željezničar Markovac Našički - NK Đurđenovac 1:2 NK Sloga Podgorač - NK Martin 2:0 NK Šipovac Našice - NK Motičina Donja Motičina 0:3 NK Zagorac Beljevina - NK Mladost Breznica Našička 5:0 NK Mladost Stipanovci - NK Omladinac Vukojevci 0:3 NK Poganovci - NK Zoljan 1:1 NK Iskrica Šaptinovci - NK Lila 2:2 | NK Đurđenovac - NK Poganovci 6:0 NK Martin - NK Željezničar Markovac Našički 2:3 NK Motičina Donja Motičina - NK Sloga Podgorač 1:0 NK Mladost Breznica Našička - NK Šipovac Našice 0:1 NK Omladinac Vukojevci - NK Zagorac Beljevina 2:1 NK Iskrica Šaptinovci - NK Mladost Stipanovci 0:4 NK Lila - NK Zoljan 3:3 |
| NK Zoljan - NK Đurđenovac 0:3 NK Poganovci - NK Martin 2:0 NK Željezničar Markovac Našički - NK Motičina Donja Motičina 1:1 NK Sloga Podgorač - NK Mladost Breznica Našička 4:1 NK Šipovac Našice - NK Omladinac Vukojevci 0:1 NK Zagorac Beljevina - NK Iskrica Šaptinovci 0:1 NK Mladost Stipanovci - NK Lila 2:0 | NK Zagorac Beljevina - NK Mladost Stipanovci 0:3 NK Šipovac Našice - NK Iskrica Šaptinovci 2:1 NK Sloga Podgorač - NK Omladinac Vukojevci 0:4 NK Željezničar Markovac Našički - NK Mladost Breznica Našička 6:0 NK Poganovci - NK Motičina Donja Motičina 2:2 NK Zoljan - NK Martin 1:0 NK Lila - NK Đurđenovac 1:2 | NK Martin - NK Đurđenovac 1:5 NK Motičina Donja Motičina - NK Zoljan 4:1 NK Mladost Breznica Našička - NK Poganovci 2:1 NK Omladinac Vukojevci - NK Željezničar Markovac Našički 0:1 NK Iskrica Šaptinovci - NK Sloga Podgorač 5:0 NK Mladost Stipanovci - NK Šipovac Našice 1:1 NK Zagorac Beljevina - NK Lila 0:0 |
| NK Đurđenovac - NK Motičina Donja Motičina 1:1 NK Zoljan - NK Mladost Breznica Našička 7:1 NK Poganovci - NK Omladinac Vukojevci 0:3 NK Željezničar Markovac Našički - NK Iskrica Šaptinovci 2:1 NK Sloga Podgorač - NK Mladost Stipanovci 1:4 NK Šipovac Našice - NK Zagorac Beljevina 1:0 NK Lila - NK Martin 5:2 | NK Mladost Breznica Našička - NK Đurđenovac 4:2 NK Motičina Donja Motičina - NK Martin 6:1 NK Omladinac Vukojevci - NK Zoljan 2:2 NK Iskrica Šaptinovci - NK Poganovci 1:0 NK Mladost Stipanovci - NK Željezničar Markovac Našički 1:1 NK Zagorac Beljevina - NK Sloga Podgorač 1:4 NK Šipovac Našice - NK Lila 2:1 | NK Đurđenovac - NK Omladinac Vukojevci 3:2 NK Martin - NK Mladost Breznica Našička 0:1 NK Zoljan - NK Iskrica Šaptinovci 3:3 NK Poganovci - NK Mladost Stipanovci 1:1 NK Željezničar Markovac Našički - NK Zagorac Beljevina 5:0 NK Sloga Podgorač - NK Šipovac Našice 1:1 NK Lila - NK Motičina Donja Motičina 2:1 |
| NK Iskrica Šaptinovci - NK Đurđenovac 1:1 NK Omladinac Vukojevci - NK Martin 3:0 NK Mladost Breznica Našička - NK Motičina Donja Motičina 0:1 NK Mladost Stipanovci - NK Zoljan 2:4 NK Zagorac Beljevina - NK Poganovci 1:0 NK Šipovac Našice - NK Željezničar Markovac Našički 4:2 NK Sloga Podgorač - NK Lila 0:0 | NK Đurđenovac - NK Mladost Stipanovci 1:0 NK Martin - NK Iskrica Šaptinovci 1:3 NK Motičina Donja Motičina - NK Omladinac Vukojevci 3:2 NK Zoljan - NK Zagorac Beljevina 0:1 NK Poganovci - NK Šipovac Našice 1:1 NK Željezničar Markovac Našički - NK Sloga Podgorač 5:0 NK Lila - NK Mladost Breznica Našička 3:1 | NK Zagorac Beljevina - NK Đurđenovac 0:4 NK Mladost Stipanovci - NK Martin 2:0 NK Iskrica Šaptinovci - NK Motičina Donja Motičina 2:2 NK Omladinac Vukojevci - NK Mladost Breznica Našička 6:2 NK Šipovac Našice - NK Zoljan 2:1 NK Sloga Podgorač - NK Poganovci 2:3 NK Željezničar Markovac Našički - NK Lila 1:0 |
| NK Đurđenovac - NK Šipovac Našice 6:0 NK Martin - NK Zagorac Beljevina 5:1 NK Motičina Donja Motičina - NK Mladost Stipanovci 1:0 NK Mladost Breznica Našička - NK Iskrica Šaptinovci 1:4 NK Zoljan - NK Sloga Podgorač 4:1 NK Poganovci - NK Željezničar Markovac Našički 0:3 NK Lila - NK Omladinac Vukojevci 1:1 | NK Sloga Podgorač - NK Đurđenovac 2:1 NK Šipovac Našice - NK Martin 1:1 NK Zagorac Beljevina - NK Motičina Donja Motičina 0:2 NK Mladost Stipanovci - NK Mladost Breznica Našička 6:1 NK Iskrica Šaptinovci - NK Omladinac Vukojevci 2:1 NK Željezničar Markovac Našički - NK Zoljan 1:0 NK Poganovci - NK Lila 2:0 | NK Đurđenovac - NK Željezničar Markovac Našički 3:1 NK Martin - NK Sloga Podgorač 3:2 NK Motičina Donja Motičina - NK Šipovac Našice 2:0 NK Mladost Breznica Našička - NK Zagorac Beljevina 3:0 NK Omladinac Vukojevci - NK Mladost Stipanovci 2:2 NK Zoljan - NK Poganovci 3:2 NK Lila - NK Iskrica Šaptinovci 0:3 |
| NK Poganovci - NK Đurđenovac 3:6 NK Željezničar Markovac Našički - NK Martin 5:2 NK Sloga Podgorač - NK Motičina Donja Motičina 0:3 NK Šipovac Našice - NK Mladost Breznica Našička 1:0 NK Zagorac Beljevina - NK Omladinac Vukojevci 0:1 NK Mladost Stipanovci - NK Iskrica Šaptinovci 3:2 NK Zoljan - NK Lila 1:3 | NK Đurđenovac - NK Zoljan 2:2 NK Martin - NK Poganovci 3:1 NK Motičina Donja Motičina - NK Željezničar Markovac Našički 1:5 NK Mladost Breznica Našička - NK Sloga Podgorač 4:1 NK Omladinac Vukojevci - NK Šipovac Našice 2:1 NK Iskrica Šaptinovci - NK Zagorac Beljevina 2:0 NK Lila - NK Mladost Stipanovci 4:1 | |

## Kvalifikacije za 1. ŽNL Osječko-baranjsku
9. lipnja 2013.: NK Radnički Viškovci - NK Motičina Donja Motičina 2:1
16. lipnja 2013.: NK Motičina Donja Motičina - NK Radnički Viškovci 1:0
U 1. ŽNL Osječko-baranjsku se plasirala NK Motičina Donja Motičina.